# Anri Dschergenija
Anri Dschergenija (auch Anri Jergenia; abchasisch Анри Михаил-иҧа Џьергьениа; russisch Анри Михайлович Джергения; * 8. August 1941 in Leningrad, RSFSR, Sowjetunion; † 5. Januar 2020 in Moskau) war ein abchasischer Politiker. Von Juni 2001 bis November 2002 war er Premierminister der umstrittenen Republik Abchasien, deren Unabhängigkeit von Georgien international mehrheitlich nicht anerkannt ist.

## Leben
Dschergenija wurde 1941 in Leningrad (heute: Sankt Petersburg) geboren, zog im Alter von zwei Jahren mit seiner Mutter nach Abchasien und studierte von 1958 bis 1963 Rechtswissenschaften an der Lomonossow-Universität Moskau. Von 1975 bis 1978 war er Richter am Volksgericht von Suchumi, von 1978 bis zum Zusammenbruch der Sowjetunion Richter am Obersten Gerichtshof der Abchasischen ASSR. Nach dem Krieg in Abchasien 1992–1993 wurde er Generalstaatsanwalt Abchasiens.
Am 7. Juni 2001 wurde Dschergenija zum abchasischen Premierminister ernannt. Bedingt durch den schlechten Gesundheitszustand des Präsidenten Wladislaw Ardsinba galt Dschergenija in seiner Amtszeit lange als führende Person der abchasischen Staatsspitze, während frühere Premierminister deutlich stärker an Weisungen des Präsidenten gebunden waren. Im November 2002 wurde Dschergenija jedoch überraschend vom schwerkranken Präsidenten Ardsinba entlassen, offiziell wurde die Entlassung mit Haushaltsdefiziten begründet, Beobachter vermuten jedoch andere Gründe, u. a. recht unverhohlene Ambitionen Dschergenijas auf das Präsidentenamt und damit die Nachfolge Ardsinbas. Dschergenijas Nachfolger wurde Gennadi Gagulija.
Im Jahr 2004 kandidierte Dschergenija erfolglos als Präsident Abchasiens, er erhielt bei der Direktwahl lediglich 2,63 % der Stimmen, in absoluten Zahlen 2277.
Dschergenija war verheiratet und hatte zwei Kinder.

## Sonstiges
Zwischen 1992 und 2001 war Dschergenija Bevollmächtigter von Wladislaw Ardsinba bei den Verhandlungen über eine politische Lösung des georgisch-abchasischen Konfliktes.
Ardsinba war mit Swetlana Dschergenija, der Cousine von Anti Dschergenija verheiratet.